# Abyei
Koordinaten: 9° 36′ N, 28° 26′ O

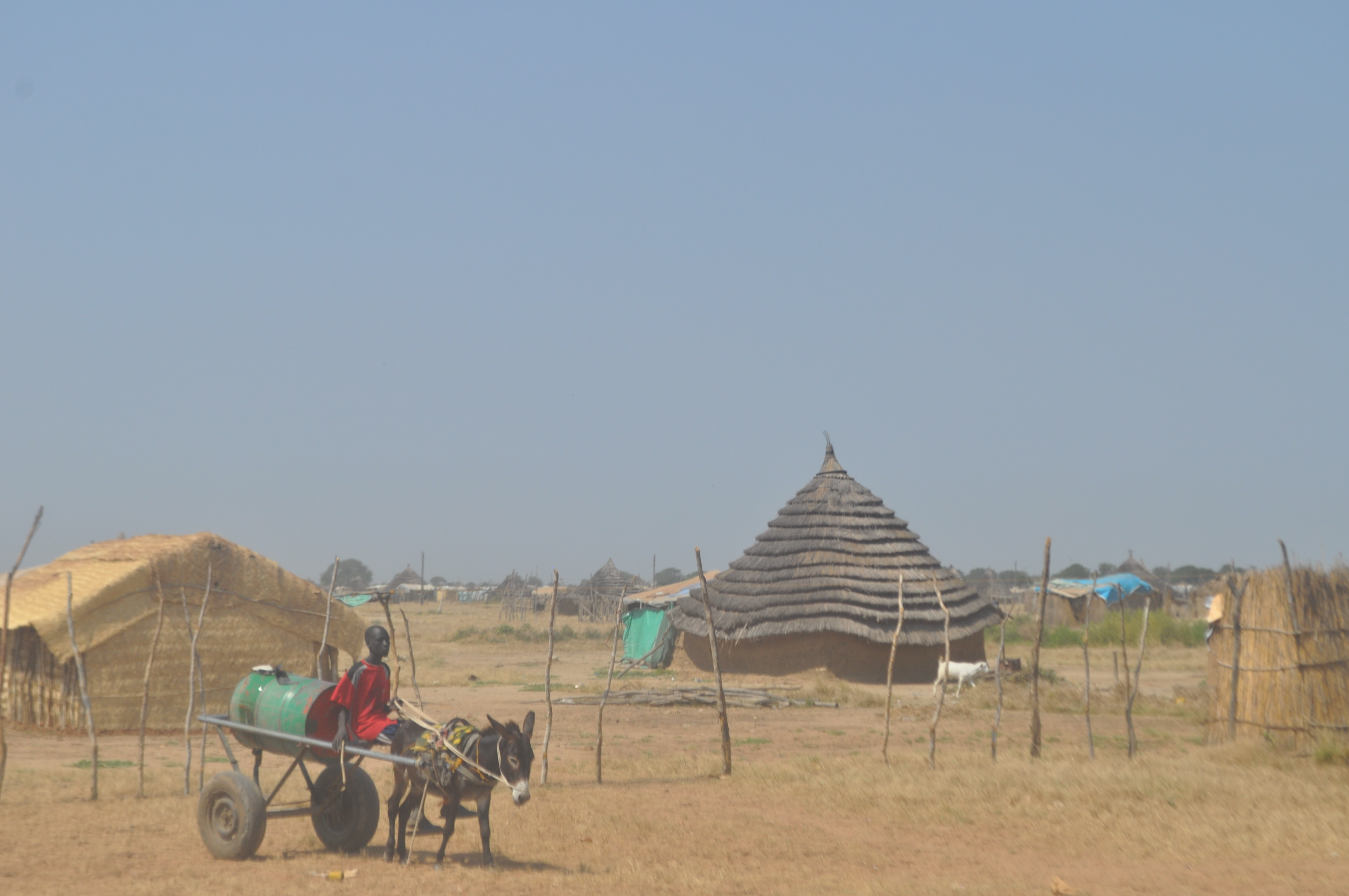
Wasserversorgung in der Stadt

Abyei (arabisch أبيي, DMG Abyī) ist die Hauptstadt des zwischen Sudan und Südsudan umstrittenen Abyei-Gebietes. Administrativ ist sie wie das gesamte Gebiet sowohl dem nördlichen Bundesstaat Dschanub Kurdufan als auch dem zum Südsudan gehörenden Bundesstaat Northern Bahr el Ghazal zugeordnet.

## Erreichbarkeit
Die nächste Nachbarstadt ist Bentiu. Von dort führt eine als gefährlich bekannte, nicht asphaltierte Piste nach Abyei. Die Fahrzeit beträgt circa sechs Stunden.

## Konflikte
Es kommt immer wieder zu gewalttätigen Zwischenfällen zwischen arabisch-muslimischen Nomaden (Misseriye) und afrikanischen Ackerbauern, meist Christen und Animisten. Im Mai 2008 brachen in Abyei Kämpfe zwischen süd- und nordsudanesischen Truppen aus, bei denen die Stadt weitgehend zerstört wurde und die meisten Bewohner flohen.
Sudan und Südsudan konnten sich noch nicht darüber einigen, auf welcher Seite der Grenze die Stadt nach der für den 9. Juli 2011 geplanten Unabhängigkeit des Südens liegen soll. Ein Referendum scheiterte daran, dass sich beide Seiten bisher nicht darüber einigen konnten, welche Teile der Bevölkerung diesbezüglich wahlberechtigt seien. Am 21. Mai 2011 rückten Truppen der sudanesischen Armee und Milizionäre der Misseriye nach heftigen Gefechten in die Stadt ein. Der Sudanesische Staatspräsident Umar al-Baschir löste den bisher von Vertretern beider Seiten gestellten Verwaltungsrat der Stadt auf. In der Folge kam es zu massiven Fluchtbewegungen. Laut UN und der Organisation Not on Our Watch kam es zu Plünderungen und Brandstiftungen durch nordsudanesische Soldaten gemeinsam mit Milizionären des Misseriye-Volkes. Den Aufforderungen des UN-Sicherheitsrates, die Stadt zu räumen, kamen die nordsudanesischen Truppen zunächst nicht nach.
Am 20. Juni 2011 schlossen die Regierung des Sudans und die im Südsudan regierende Sudanesische Volksbefreiungsarmee eine Vereinbarung über den interimistischen Status des rohstoffreichen Abyeis. Darin beschlossen beide Seiten, ihre Truppen aus der Region abzuziehen und die aus äthiopischen Truppen bestehende UN-Friedensmission UNISFA einzurichten. Der Gouverneur der Region sollte von der SPLM nominiert und dem Sudan bestätigt werden, der Vizegouverneur im umgekehrten Prozedere bestimmt werden. Der Sudan und der Südsudan finanzierten gemeinsam das Budget der Region. Der finale Status der Region sollte von einem Komitee der Afrikanischen Union ausgearbeitet werden. Laut Bericht des UN-Gesandten für Abyei vom September 2014 halten sich weiterhin bewaffnete Mitglieder der sudanesischen Ölpolizei und der SPLM in der Region auf. Das Abkommen von 2011 ist bislang nicht vollständig umgesetzt worden. In einem nicht anerkannten Referendum votierten Angehörige der Ngok Dinka im Oktober 2013 zu 99 % für den Anschluss Abyeis an den Südsudan. Die Misseriya kündigten daraufhin an, ein eigenes Votum in ihrer Community durchzuführen.
Obwohl sich die diplomatischen Beziehungen zwischen Südsudan und Sudan zwischenzeitlich verbessert haben und Abyei eine entmilitarisierte Zone ist, ist die Gebietsfrage weiterhin ungeklärt.